# Diffusion des particules
 (février 2024).
Si vous disposez d'ouvrages ou d'articles de référence ou si vous connaissez des sites web de qualité traitant du thème abordé ici, merci de compléter l'article en donnant les références utiles à sa vérifiabilité et en les liant à la section « Notes et références ».
Pour les articles homonymes, voir Diffusion.
En physique des particules, la diffusion est l'interaction de deux particules en mouvement l'une par rapport à l'autre. La diffusion des ondes peut être vue comme un cas particulier de la diffusion où la particule incidente est la particule associée à l'onde (un photon en électromagnétisme). Les diffusions élastique ou inélastique simple peuvent également être assimilées à la diffusion des ondes, dans le cadre de l'approche ondulatoire de la matière.
La diffusion de particules est souvent utilisée dans les accélérateurs de particules afin de sonder la structure interne des atomes ou des hadrons.
On classe les diffusions en trois catégories :
- la diffusion élastique : les particules cible et incidente conservent leurs propriétés physiques et leur énergie intrinsèque ;
- la diffusion inélastique : les particules cible et incidente ne conservent pas leurs propriétés physiques, ou changent d'état (excitation) ;
- la diffusion profondément inélastique est une diffusion inélastique à haute énergie, avec un fort transfert d'impulsion.

Suivant l'énergie et les particules que l'on considère, on peut simplifier les calculs de section efficace. On définit donc des sous-catégories de diffusion :
- la diffusion Rutherford est une diffusion élastique d'une particule chargée sur un atome ;
- la diffusion de Mott est similaire, mais elle prend en compte le spin de la particule incidente.